# Rumpler C.VIII
Rumpler C.VIII – niemiecki dwupłatowy samolot rozpoznawczy i szkolny z okresu I wojny światowej.

## Historia
Rumpler C.VIII powstał jako samolot mający służyć do szkolenia załóg na sprzęcie zbliżonym do bojowego ale tańszy w eksploatacji niż maszyny frontowe. Ekonomikę eksploatacji osiągnięto poprzez zastosowanie słabszego silnika Argus o mocy 180 koni mechanicznych. Konstrukcyjne samolot bazował na sprawdzonych rozwiązaniach konstrukcyjnych zastosowanych przez Rumpler Flugzeugwerke GmbH w poprzednich maszynach typu C. Samoloty został oblatany i przeszedł oficjalne testy w listopadzie 1917 roku. Po ich zakończeniu rozpoczęto na początku 1918 roku dostawy do jednostek szkoleniowych Luftstreitkräfte na froncie zachodnim. Zakładano, że będzie to maszyna wykorzystywana głównie do szkolenia obserwatorów w zakresie strzelania, fotografii lotniczej i wykorzystania radiostacji w komunikacji z oddziałami naziemnymi. Około 40 egzemplarzy zostało sprzedane Holandii. W trakcie ich użytkowania doszło do kilku katastrof z ofiarami śmiertelnymi, samolot został wycofany z użytku w 1921 roku. Samoloty uważano za trudne w pilotażu, łatwo wpadały w korkociąg i wymagały dobrze przygotowanego lądowiska. Zawodziły w nich silniki, zarówno w niskich i wysokich temperaturach oraz przy niskich obrotach.

## Użycie w lotnictwie polskim
Lotnictwo odrodzonego Wojska Polskiego dysponowało 6 egzemplarzami samolotu Rumpler C.VIII. Zostały przydzielone na stan 9. i 12. eskadry wywiadowczej oraz do Wojskowej Szkoły Lotniczej w Warszawie. Samolot znajdujące się w jednostkach bojowych eksploatowano do drugiej połowy 1920 roku, brały udział m.in. w lotach wywiadowczych podczas walk na Froncie Wielkopolskim, Litewsko-Białoruskim, w bitwie nad Niemnem oraz w bitwie warszawskiej. Zostały wycofane z użycia i skasowane w 1921 roku. Polskie lotnictwo straciło w czasie wojny polsko-bolszewickiej trzy samoloty (dwa zestrzelone, jeden rozbity w wypadku), zginęło na nich 3 polskich lotników.

## Konstrukcja
Dwumiejscowy dwupłat o konstrukcji drewnianej. Kadłub o przekroju prostokątnym, kabina załogi otwarta. Pokrycie kadłuba w części przysilnikowej wykonane z blachy aluminiowej, do połowy ze sklejki, część ogonowa kryta płótnem. Skrzydła dwudzielne, komora płatów dwuprzęsłowa, usztywniona pochylonymi słupkami i naciągami z linek. Lotki tylko na płacie górnym, napęd lotek linkowy. Płat dolny w część przykadłubowej zwężony w celu ułatwienia obserwacji ziemi. Na górnym płacie był zamontowany zbiornik opadowy. Usterzenie dwudzielne, podparte zastrzałem. Podwozie trójpunktowe z płozą ogonową. Skrzynkowa chłodnica była zamontowana na górnym płacie. Napęd - silnik rzędowy Argus As III o mocy 134 kW (180 KM), chłodzony wodą. W egzemplarzach użytkowanych w lotnictwie Wojska Polskiego stosowano również silniki Argus As IIIBz (185 KM, 136 kW), Benz Bz.III (150 KM, 110 kW) oraz Benz Bz.IIIa (180 KM, 132 kW).